# Nyctiplanes polypenthes
Nyctiplanes polypenthes là một loài bướm đêm trong họ Crambidae.